# 金子隼也
金子 隼也（かねこ しゅんや、1999年11月27日 - ）は、日本の俳優。神奈川県出身。ホリプロ所属。

## 略歴
『大!天才てれびくん』のてれび戦士として芸能界入り。クラージュ・キッズに所属し、子役モデルとして活躍。
2018年3月、クラージュ・キッズを退所、同年5月8日に学業専念のため芸能界を引退することを当時のブログで公表し芸能活動を停止。
2021年1月1日、ホリプロに所属し芸能活動を再開。
2021年7月10日から2022年1月22日まで放送された特撮テレビドラマ『ウルトラマントリガー NEW GENERATION TIGA』でドラマデビュー。

## 人物
- 趣味はサッカー、読書、フットサル、歴史探索[1]。
- 父親の影響で、『ウルトラマン』『ウルトラセブン』『ウルトラマンレオ』などの初期の昭和ウルトラマンの作品を見ており、『ウルトラマンティガ』『ウルトラマンコスモス』『ウルトラマンメビウス』なども好きであるという[2]。
- 好きなウルトラ怪獣はダダとジャミラ。『ウルトラマントリガー』のオーディションでは、たまたま持っていたダダの柄のハンカチを見せたら大爆笑されたほか、ダダの話題で盛り上がり、プロデューサーも「ダダA・B・Cにまで言及した人は初めてだ」と言っていたという[2]。また、『トリガー』にダダが登場した際には撮影終了後にダダA・B・C全員と記念撮影したという[2]。

## 出演

### テレビドラマ
- ウルトラシリーズ（テレビ東京） - ヒジリ アキト 役
  - ウルトラマントリガー NEW GENERATION TIGA（2021年7月10日 - 2022年1月22日）[5]
  - ウルトラマンデッカー 第7話（2022年8月27日、テレビ東京）[6]
- 彼女、お借りします（2022年7月3日 - 9月25日、ABCテレビ・テレビ朝日） - 木部芳秋 役[7]
- ハマる男に蹴りたい女 第2話 - 最終話（2023年1月21日 - 3月18日、テレビ朝日） - 末永光太 役[8]
- パパとなっちゃんのお弁当 第11話 -（2023年1月30日 - 、日本テレビ） - 剣持卓 役
- リバーサルオーケストラ 第9話・最終話（2023年3月8日・15日、日本テレビ） - 沖村礼 役
- さらば、佳き日 第4話 - 最終話（2023年7月3日 - 7月31日、テレビ東京） - 西田亮太 役[9]
- 泥濘の食卓 第5話（2023年11月18日、テレビ朝日） - 塩谷ハヤト 役
- 春になったら（2024年1月15日 - 3月25日、関西テレビ・フジテレビ） - 矢萩祐作 役[10]
- 焼いてるふたり 〜交際0日 結婚から恋をはじめよう〜（2024年7月5日 - 9月6日、読売テレビ） - 三船拓海 役[11]
- 弁護士 六角心平 京都殺人事件簿（2025年3月29日、BS日テレ） - 山根明彦 役[12]

### テレビ番組
- ピラメキーノ 子役恋物語 シーズン28（2012年2月8日 - 14日、テレビ東京）[13]
- 大!天才てれびくん（2012年4月1日 - 2014年3月27日、NHK Eテレ） - てれび戦士
- 沼にハマってきいてみた（2022年4月5日 - 2023年3月13日、NHK Eテレ） - 準レギュラー「ぬまメン」

### 映画
- 14の夜（2016年12月24日、SPOTTED PRODUCTIONS） - 野坂 役
- ウルトラマントリガー エピソードZ（2022年3月18日、松竹メディア事業部） - ヒジリアキト 役
- 劇場版 ねこ物件（2022年8月5日、AMGエンタテインメント） - 加納直人 役[14]
- 映画 マイホームヒーロー（2024年3月8日、ワーナー・ブラザース映画） - 南田 役[15]
- パーフェクトプロポーズ Dream Edition（2024年10月25日、カルチュア・パブリッシャーズ） - 主演・渡浩国 役（野村康太とダブル主演） [16]
- 種まく旅人〜醪のささやき〜（2025年10月10日公開予定、アークエンタテインメント） - 老舗酒蔵の息子 役[17][18]
- 翔んだタックル大旋風（公開日未定） - 吉岡 役[19]

### 劇場アニメ
- おおかみこどもの雨と雪（2012年7月21日、東宝） - 仁 役

### CM
- 日本コカ・コーラ「いつもの食事にもう一色」編（2014年）
- 花王 セグレタ（2017年）
- ユニクロ 「2023 感動パンツ LifeとWear／会議の途中で」篇（2023年）

### 配信ドラマ
- ホメる男に知りたい女（2023年3月4日 - 18日、TELASA） - 末永光太 役[20]
- パーフェクトプロポーズ（2024年2月2日 - 3月1日 、FOD） - 主演・渡浩国 役（野村康太とダブル主演） [21][22]
- 先生を僕色に染めて（2024年12月26日 - 、UniReel）

### 舞台
- 舞台『魔道祖師』邂逅編（2025年3月22日 - 30日、シアターH / 4月4日 - 6日、京都劇場） - 主演・魏無羨 役[23]
- 舞台『THE MOUSETRAP』（2025年9月19日 - 28日〈予定〉、博品館劇場）[24]
- 舞台『虚の王:‖』（2025年12月11日 - 18日〈予定〉、IMAホール）[25]

### 玩具
- ウルトラマントリガー DXガッツハイパーキーPremium ウルトラマンゼットキーセット（2022年2月）
- ウルトラマントリガー DXガッツハイパーキーPremium  ウルトラマントリガーキーセット（2022年8月）
- ウルトラマントリガー DXガッツハイパーキーPremium  闇の3巨人セット（2022年8月）
- ウルトラマントリガー ガッツスパークレンス MEMORIAL EDITION（2024年2月）

## 書籍

### 写真集
- 金子隼也1st写真集 Be Myself（2023年3月27日）[26]

### 雑誌連載
- ニコ☆プチ（2012年 - 2014年、新潮社） - メンズモデル
- ニコラ（2014年、新潮社） - メンズモデル[4]

## ディスコグラフィ

### キャラクターソング
| 発売日         | 商品名                                              | 歌                                                                         | 楽曲               | 備考                                                                           |
| -------------- | --------------------------------------------------- | -------------------------------------------------------------------------- | ------------------ | ------------------------------------------------------------------------------ |
| 2021年11月3日  | ウルトラマントリガー キャラクターソングミニアルバム | ヒジリアキト（金子隼也）                                                   | 「REALIZE」        | 特撮テレビドラマ『ウルトラマントリガー NEW GENERATION TIGA』関連曲             |
| 2021年11月24日 | 明日見る者たち                                      | マナカケンゴ（寺坂頼我）、シズマユナ（豊田ルナ）、ヒジリアキト（金子隼也） | 「明日見る者たち」 | 特撮テレビドラマ『ウルトラマントリガー NEW GENERATION TIGA』エンディングテーマ |
| 2021年11月24日 | 明日見る者たち                                      | マナカケンゴ（寺坂頼我）、シズマユナ（豊田ルナ）、ヒジリアキト（金子隼也） | 「Believer」       | 映画『ウルトラマントリガー エピソードZ』主題歌                                 |